# Болькув (гмина)
Болькув (пол. Bolków) — городско-сельская гмина (волость) в Польше, входит как административная единица в Яворский повет, Нижнесилезское воеводство. Население — 11 088 человек (на 2004 год).

## Демография
| Перепись                       | Всего   | Всего | Женщины | Женщины | Мужчины | Мужчины |
| ------------------------------ | ------- | ----- | ------- | ------- | ------- | ------- |
| Единицы                        | человек | %     | человек | %       | человек | %       |
| Население                      | 11 088  | 100   | 5644    | 50,9    | 5444    | 49,1    |
| Плотность населения (чел./км²) | 72,5    | 72,5  | 36,9    | 36,9    | 35,6    | 35,6    |

## Соседние гмины
1. Гмина Добромеж
2. Гмина Яновице-Вельке
3. Гмина Марцишув
4. Гмина Менцинка
5. Гмина Пашовице
6. Гмина Старе-Богачовице
7. Гмина Свежава
8. Войцешув